# Oskar Gröning
Oskar Gröning (Nienburg, 10 de juny de 1921 - 12 de març de 2018) va ser un antic militar alemany, Rottenführer de les SS, que treballà al camp de concentració d'Auschwitz durant la Segona Guerra Mundial. Era el comptable, s'ocupava de distribuir les poques pertinences dels presos que arribaven al camp. El 10 de juny de 1945 fou capturat pels britànics, que el traslladaren a Anglaterra com a presoner de guerra.
Quan retornà a Alemanya, dugué una vida normal sense amagar-se. Quaranta anys després, quan s'assabentà de la negació de l'Holocaust, decidí dir en públic les seves activitats. Des d'aleshores, ha criticat obertament als que neguen els fets que va presenciar, i la ideologia a la qual una vegada hi va estar subscrit.
Al setembre de 2014, Gröning fou acusat pels fiscals alemanys per còmplice d'assassinat de 300.000 casos pel seu paper a Auschwitz. El seu judici començà l'abril de 2015, després que es va determinar que amb 93 anys, va ser capaç d'enfrontar un judici. Gröning duia una vida normal a Alemanya sense amagar-se. No obstant, el 21 d'abril de 2015 fou jutjat a la ciutat de Lüneburg, a la Baixa Saxònia. El 15 de juliol de 2015 fou condemnat a quatre anys de presó per la complicitat d'almenys 300.000 morts. El 20 de setembre de 2016 fou rebutjat el recurs de la defensa per la Cort Federal de Justícia, i el 2 d'agost de 2017 la fiscalia de Hannover determinà l'aptitud del reclús per a entrar a presó sempre que disposés de l'assistència sanitària pertinent, tot i que no es fixà una data concreta d'ingrés.

## Joventut
Gröning va néixer a la Baixa Saxònia, de pare estricte i conservador que treballava en la indústria tèxtil. La seva mare va morir quan tenia 4 anys. El seu pare, orgullós nacionalista, es va unir al Stahlhelm després de la derrota d'Alemanya a la Primera Guerra Mundial.
Gröning sostenia que la seva infància va ser de "disciplina, obediència i autoritat". S'uní a la Scharnhorst, l'organització juvenil de Stahlhelm, sent un nen als anys 1930 i, després, a les Joventuts Hitlerianes quan els nazis arribaren al poder el 1933. Influït pels seus valors familiars, sentí que el nazisme era profitós per Alemanya i creia que els nazis "eren les persones que volien el millor per Alemanya i farien quelcom al respecte". Participà en la crema dels llibres escrits per jueus i altres autors que els nazis consideraven degenerats sota la creença que estava ajudant que Alemanya es deslliurés de la cultura estrangera i considerava que el nacionalsocialisme estava tenint un efecte positiu en l'economia, en apuntar a un descens de l'atur.

## Carrera a les SS
Gröning volia inscriure's en una unitat d'elit i va posar la seva vista en les Waffen-SS (SS). Perquè el seu pare no ho sabés, es va inscriure en un hotel on les SS estaven reclutant membres. Gröning va dir que el seu pare es va mostrar decebut quan va saber que quan va tornar a casa després de la inscripció. Gröning es descriu a si mateix com una "persona d'oficina" i estava content amb el seu rol en l'administració de les SS, ja que involucrava aspectes administratius i militars que volia per la seva carrera.

### Arribada a Auschwitz
Gröning va treballar com a comptable per un any fins al 1942, quan les Waffen-SS van ordenar que els treballs d'oficina fossin reservats per als veterans ferits i que els membres aptes en llocs de treball administratius havien d'exercir treballs més desafiants. Gröning i uns 22 dels seus col·legues van viatjar a Berlín, on es van presentar a una de les oficines econòmiques de les SS. Allà, van rebre una conferència per part de diversos oficials d'alt rang que els van recordar el jurament de lleialtat que van prendre, el qual podien honorar exercint una tasca difícil. La tasca era confidencial: Gröning i els seus camarades havien de signar una declaració per la qual es comprometien a no revelar a la seva família, amics o persones fora de la seva unitatDesprés d'aquesta etapa, van ser separats en grups més petits i van ser portats a diverses estacions berlineses, on van abordar un tren amb direcció a Katowice, amb ordres de presentar-se davant el comandant d'Auschwitz, un lloc del qual Gröning mai havia sentit anteriorment.
Després d'arribar al camp principal, els van assignar lliteres provisionals en els barracons de les SS i van ser calorosament saludats per membres de les SS que els van donar una mica de menjar. Gröning va quedar sorprès per la gran quantitat d'aliments disponibles, fora de les racions bàsiques de les SS i el seu grup tenia curiositat de saber quina mena de lloc era Auschwitz, però, se'ls va dir que descobririen per si mateix per què Auschwitz era un tipus especial de camp de concentració; immediatament després, algú va obrir la porta i va cridar: "Transport!", el que va portar al fet que tres o quatre persones deixessin la sala.
L'endemà, Gröning i altres nouvinguts es van presentar a l'edifici administratiu central de les SS, on se'ls va preguntar per la seva experiència abans de la guerra. Un dels oficials li va dir a Gröning que les seves habilitats com a empleat bancari serien útils i el va portar als barracons on es guardava els diners dels presoners. Gröning va afirmar que se li va donar que, quan els presoners eren registrats en ingressar al camp, els seus diners era dipositats allà i se'ls retornaria quan deixessin el camp. No obstant, va quedar clar que Auschwitz no era només un camp d'internament normal amb racions per sobre de la mitjana, sinó que complia una funció addicional. Gröning va ser informat que els diners presos dels jueus, en realitat, no se'ls hi retornaria.Quan va preguntar més, els seus col·legues li van confirmar que els jueus estaven sent exterminats i això es relacionava amb el transport que havia arribat la nit anterior.

### Tasques

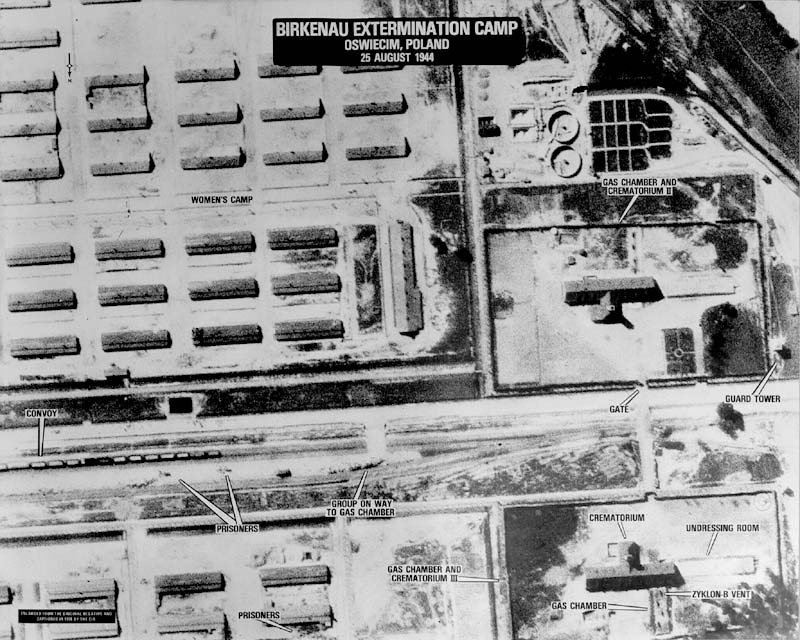
Una vista aèria de Birkenau mostra un transport acabat d'arribar a la via fèrria que acabava al camp, que fou construïda el maig de 1944. El procés de selecció havia sigut completat i aquells seleccionats per ser enviats a les cambres de gas estaven sent portats al crematori II, com es veu a la porta oberta en els terrenys del complex.

Les responsabilitats de Gröning van incloure la classificació i el recompte de multitud de divises preses dels deportats i enviades a Berlín. Així mateix havia d'assistir al procés de selecció (no per decidir qui era assassinat, sinó per protegir les pertinences dels nouvinguts fins que fossin classificades). Va dir que es va sorprendre en assabentar-se del procés d'exterminació, però després va acceptar la seva participació en ell, en dir que el seu treball es va convertir en "rutina" després de diversos mesos.

El seu treball burocràtic no el protegiria completament d'actes físics en el procés d'extermini: ja des del primer dia, Gröning va veure ser afusellats a nens amagats al tren i persones incapaces de caminar que van romandre entre les escombraries i la runa després que el procés de selecció hagués acabat. Gröning també va escoltar:
... un nadó plorant. El nen estava estès a la rampa, embolicat de parracs. Una mare l'havia deixat enrere, potser perquè sabia que les dones amb nens eren enviades a les cambres de gas immediatament. Vaig veure a un altre soldat de les SS agafar el nadó a les cames. El plor l'havia molestat. Va copejar el cap del nadó contra el costat de ferro d'un camió fins que es va quedar en silenci. {\displaystyle }
Després de presenciar aquesta escena, Gröning va acudir al seu cap a qui va dir que ja no era capaç de treballar a Auschwitz: va sostenir que si l'exterminació dels jueus era necessària, «llavors, almenys, ha de ser realitzada dins de cert marc.» L'oficial superior va denegar la petició de Gröning.
Una nit, cap a finals de 1942, Gröning i els seus camarades que eren als barracons en el camp de les SS als afores de Birkenau van ser despertats per una alarma. Se'ls va dir que uns quants jueus que estaven sent duts a les cambres de gas s'havien escapat i amagat al bosc, per la qual cosa se'ls va ordenar agafar les seves pistoles i buscar-los. Quan el seu grup va arribar a l'àrea d'extermini del camp, van veure una granja al davant de la qual es van trobar homes de les SS i els cossos de set o vuit presoners que havien estat atrapats i executats.Els homes de les SS van dir a Gröning i els seus camarades que podien anar a casa, però aquests van decidir no fer-ho i, en lloc seu, van donar voltes pel bosc. Llavors, van veure com un home de les SS es va posar una màscara de gas i va buidar una llauna de Zyklon B en una escotilla a la paret de la cabana. Gröning va declarar que el soroll des de l'interior «començà per crits» per un minuts i, després, silenci. Més tard, un camarada li va mostrar que els cossos estaven sent cremats en un pou, on un kapo li va explicar els detalls de la incineració, per exemple, com els cadàvers semblava que es movien mentre eren cremats a causa dels gasos que contenien.
La tranquil·litat relativa que el treball de Gröning li donava va ser novament interrompuda i, un cop més, es va queixar al seu cap. El seu superior, un SS-Untersturmführer, el va escoltar, però li va recordar la promesa que ell i els seus camarades havien jurat i va tornar a la feina, conscient del fet que podia manipular la seva vida a Auschwitz de manera que pogués evitar ser testimoni dels aspectes més desagradables del camp de concentració.

## Presoner de guerra
La sol·licitud de Gröning de ser transferit a una unitat en el front de batalla va ser reeixida i, el 1944, es va unir a la unitat de la SS que lluitava a la batalla de les Ardenes. Va ser ferit i enviat a l'hospital de campanya abans de tornar a la seva unitat, que finalment es va rendir als britànics el 10 de juny de 1945.
Com a presoner de guerra, es va adonar que declarar la seva «participació en el camp de concentració d'Auschwitz tindria una resposta negativa», pel que va intentar no cridar l'atenció sobre aquest fet. De fet, en lloc de declarar el seu paper a Auschwitz, va posar en el formulari que li havien donat els britànics que va treballar per a la SS-Wirtschafts-Verwaltungshauptamt. Ho va fer perquè «el vencedor sempre té la raó» i perquè les coses que van succeir a Auschwitz «no sempre van complir amb els drets humans ».
Gröning i la resta dels seus col·legues de les SS van ser empresonats en un antic camp de concentració nazi. Posteriorment, el 1946, va ser enviat a Anglaterra com a mà d'obra forçada, on va tenir una «vida molt còmoda». Es va alimentar amb bon menjar, va guanyar diners i va treballar en les Midlands (Anglaterra) i Escòcia fent concerts durant quatre mesos, cantant himnes alemanys i música popular anglesa per agradar al públic britànic.

### Retorn a Alemanya
Gröning va ser alliberat i va tornar a Alemanya el 1947 o el 1948. En reunir-se amb la seva dona, li va dir «dona, fes-nos un favor: no preguntis». No va poder recuperar la seva feina al banc, ja que havia estat membre de les SS, per la qual que va aconseguir una ocupació en una fàbrica de vidre, on va ascendir fins a una posició administrativa. Es va convertir en cap de personal i va ser nomenat jutge honorari del tribunal per a casos industrials.
En retornar a Alemanya, Gröning va viure amb els sogres del seu pare. En un sopar, un cop van fer «un comentari ximple sobre Auschwitz» que donava a entendre que era un «assassí potencial o real», de manera que Gröning va esclatar en còlera, va colpejar amb el seu puny la taula i va dir: «Aquesta paraula i aquesta connexió mai han de ser esmentades de nou en la meva presència; en cas contrari, em mudaré!» Gröning va afirmar que aquesta petició va ser respectada.

## Opinió sobre la negació de l'Holocaust
Gröning va dur una vida normal com a membre de la classe mitjana a la postguerra. Com a dedicat col·leccionista de segells, un cop estava en la reunió anual del club de filatèlia més de 40 anys després de la guerra, quan va caure en una conversa sobre política amb un altre membre del club, qui li va dir que era «terrible» que la negació de l'Holocaust fos il·legal a Alemanya. Va arribar a dir-li a Gröning com era d'impossible que tants cossos haguessin estat cremats i que el volum de gas que se suposava que havia estat utilitzat hauria matat tots els éssers vius dels voltants.

Gröning no va dir res en resposta a aquests comentaris i només va replicar: «Sé una mica més sobre això, ho hauríem de discutir en algun moment». L'home li va recomanar un pamflet de Thies Christophersen. Gröning va obtenir una còpia i la hi va enviar a Christophersen, després d'escriure el seu propi comentari sobre ella, que incloïa aquestes paraules:
Jo ho vaig veure tot; les cambres de gas, les cremacions i el procés de selecció. Un milió i mig de jueus van ser assassinats a Auschwitz. Jo vaig ser allí. 
Des de llavors, Gröning va començar a rebre trucades telefòniques i cartes d'estranys que intentaven dir-li que Auschwitz no era en realitat un lloc per exterminar éssers humans en cambres de gas.
Es va fer evident que els seus comentaris condemnant la negació de l'Holocaust havien estat impresos en una revista neonazi i que la majoria de les trucades i cartes anònimes eren «de persones que intentaven provar que el que jo havia vist amb els meus propis ulls, el que havia experimentat a Auschwitz era un gran, gran error, una gran al·lucinació de la meva part perquè no havia passat.».

Com a resultat d'aquests comentaris, Gröning decidí parlar obertament sobre les seves experiències i va denunciar públicament a les persones que sostenien que els fets que ell havia presenciat mai van passar. Ha afirmat que el seu missatge a les negacions de l'Holocaust era:
Creguin-me, jo vaig veure les cambres de gas, vaig veure els crematoris, vaig veure els fogons. Jo era a la rampa quan van tenir lloc les seleccions. Voldria que em creguessin, aquestes atrocitats van succeir, jo vaig ser allí. 
Gröning també escrigué unes 87 pàgines de memòries per la seva família.

## Judici
Al setembre de 2014, s'informà que Gröning havia estat acusat pels fiscals estatals d'haver estat un còmplice d'assassinat pel seu paper a Auschwitz de recepció i processament dels presos i les seves pertinences personals. L'acusació va afirmar que Gröning va ajudar econòmicament a l'Alemanya nazi i ajudà en l'assassinat sistemàtic de 300.000 dels 425.000 jueus hongaresos que foren deportats a Auschwitz per ferrocarril durant l'estiu de 1944.
El judici començà el 20 d'abril de 2015 al Tribunal Regional de Lüneburg. En una declaració d'obertura, Gröning va demanar perdó pel seu paper principalment clerical a Auschwitz en l'estiu de 1944, en dir: "Per a mi no hi ha dubte que comparteixo la culpabilitat moral", la de 94 anys, va dir als jutges, reconeixent que ell sabia que es duia a terme el gasejament de jueus i altres presoners. "Demano perdó. Comparteixo moralment en la culpa, però si sóc culpable en virtut de la legislació penal, haurà de decidir".

### Sentència
El 15 de juliol de 2015 fou declarat culpable de ser còmplice de l'assassinat d'almenys 300.000 jueus i fou condemnat a quatre anys de presó. Com a reacció a la sentència de la supervivent d'Auschwitz Eva Mozes Kor, ella digué que estava "decebuda", i va afegir: 
"Ells estan tractant d'ensenyar la lliçó de que si comets un crim, seràs castigat. Però crec que el tribunal no ha actuat correctament quant a condemnar-lo a quatre anys de presó. És massa tard per a aquest tipus de pena ... La meva preferència hauria estat condemnar-lo al servei comunitari per parlar en contra dels neonazis. M'agradaria que la cort ho fes provar per ell, un supervivent, que no quatre anys de presó que no beneficiaran a ningú."
Tant els advocats de la part demandant com de la demandada apel·laren la sentència a la Cort Federal de Justícia (BGH). El 20 de setembre de 2016, el tribunal confirmà la sentència, dotant-la així de força legal. Els demandants donaren la benvinguda a la decisió com una «important correcció dels casos anteriors», en els quals s'havien presentat proves que vinculaven a nazis en la participació directa en l'assassinat de guàrdies de camps de concentració i d'extermini.
La fiscalia de Hannover considerà a Gröning com a responsable dels crims imputat. L'agost de 2017 fou rebutjada la petició presentada per la defensa de fiança com a substitutiu de la pena de privació de llibertat, així com tampoc s'havia lliurat encara l'escrit de càrrecs penal. D'aquesta forma, la fiscalia considerà a Gröning com a apte per a ingressar a presó sempre que tingués de l'assistència sanitària pertinent, tot i que no s'hagués dictat encara una data d'ingrés.